# Космынка (приток Гущи)
Космынка — река в Ульяновской области России, протекает в юго-восточном направлении по Майнскому району. Длина реки — 19 км, площадь водосборного бассейна — 79,3 км².

## Течение
Берёт начало к западу от села Ляховка, впадает в реку Гущу в 13 километрах от её устья по левому берегу, напротив села Крюковка.
Вдоль течения реки расположены населённые пункты Выровского и Гимовского сельских поселений — сёла Ляховка и Репьёвка-Космынка, а также деревня Бычковка.

## Данные водного реестра
По данным государственного водного реестра России и геоинформационной системы водохозяйственного районирования территории РФ, подготовленной Федеральным агентством водных ресурсов:
- Бассейновый округ — Верхневолжский
- Речной бассейн — (Верхняя) Волга до Куйбышевского водохранилища (без бассейна Оки)
- Речной подбассейн — Волга от впадения Оки до Куйбышевского водохранилища (без бассейна Суры)
- Водохозяйственный участок — Свияга от истока до села Альшеево[2].